# Taillancourt
Taillancourt is een gemeente in het Franse departement Meuse (regio Grand Est) en telt 131 inwoners (2004). De plaats maakt deel uit van het arrondissement Commercy.

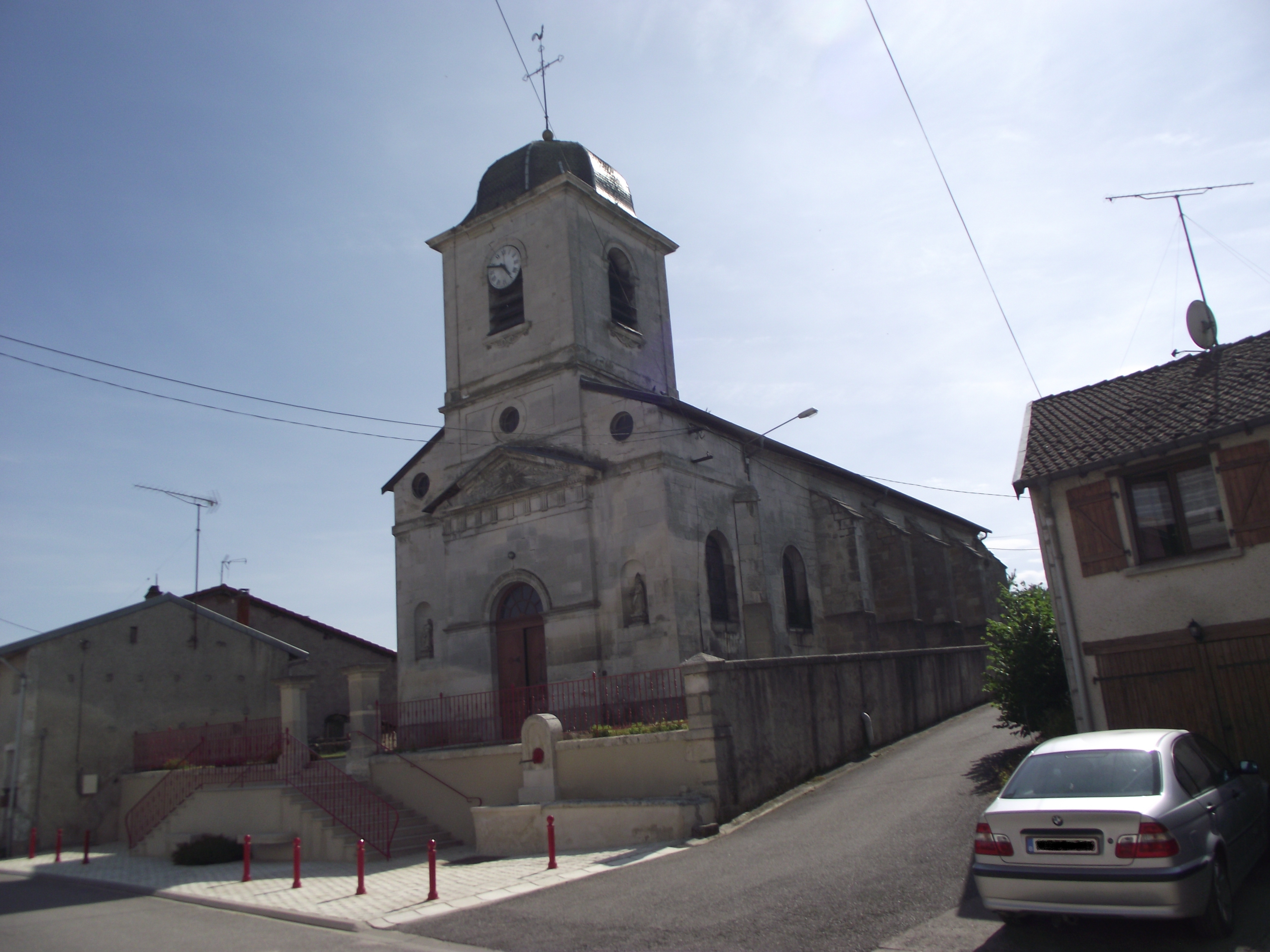
Kerk van Taillancourt
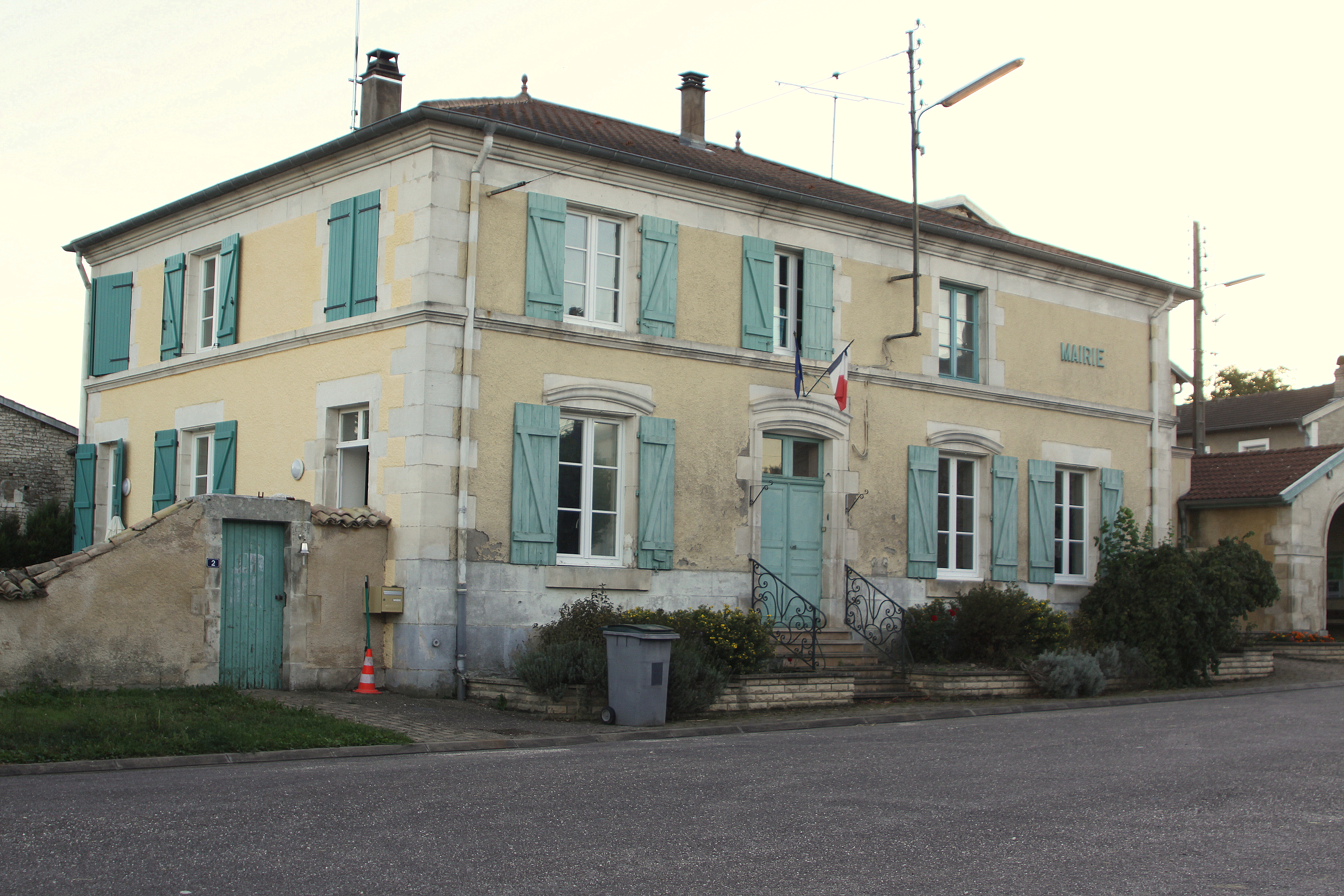
Gemeentehuis

## Geografie
De oppervlakte van Taillancourt bedraagt 10,9 km², de bevolkingsdichtheid is 12,0 inwoners per km².
De onderstaande kaart toont de ligging van Taillancourt met de belangrijkste infrastructuur en aangrenzende gemeenten.

## Demografie
Onderstaande figuur toont het verloop van het inwonertal (bron: INSEE-tellingen).